# Jesus Barros Boquady
Jesus Barros Boquady (Crateús, Ceará, 22 de abril de 1929 — Brasília, 8 de dezembro de 2002) foi um jornalista e poeta brasileiro.

## Biografia
Jesus Barros Boquady nasceu em 1929 na cidade de Crateús, no interior do Ceará. A família transferiu-se para Goiás na década de 1930, quando ele ainda era uma criança. Moraram em Filadélfia, Araguacema e Miracema do Tocantins, municípios hoje pertencentes ao estado do Tocantins. Em Miracema, em 1934, começou seus estudos primários. Chegou em Goiânia em 1941, onde bacharelou-se em Direito pela Universidade Federal de Goiás (1954) e licenciou-se em Letras Modernas pela Faculdade de Filosofia.
Em fevereiro de 1956, foi chamado a fazer parte do grupo literário “Os Quinze”. Liderados por Regina Lacerda, reunia poetas da nova geração, também conhecidos como “Geração de 45”. Em 1957, produziram e fizeram circular o único número do jornal Poesia.
Na mesma cidade, atuou no jornalismo como redator e secretário de redação da Folha de Goiás, redator do Diário da Tarde e do Diário do Oeste, dirigindo suplementos literários desses jornais antes citados e do Jornal de Notícias. Com os jornalistas Genaro Maltez e Antônio Geraldo Ramos Jubé, fundou em Brasília, em 1959, os jornais Primeira Hora e Hora de Brasília.
Por concurso público, tornou-se fiscal e inspetor do trabalho. Foi professor de literatura brasileira, na Faculdade de Filosofia, da Universidade Católica de Goiás.
Em Brasília, foi membro da Associação Nacional de Escritores, trabalhou como delegado de polícia, professor da Secretaria de Educação do Governo do Distrito Federal, professor do Centro Universitário de Brasília (CEUB), e finalmente como Analista Legislativo da Câmara dos Deputados Federal, por onde se aposentou. 
Em 1990, ganhou o 2º lugar do Prêmio Serzedello Corrêa, de monografias do Tribunal de Contas da União - TCU, com o título O Tribunal de Contas da União e a República.
Está incluído na antologia A Poesia Goiana do Século XX, de Assis Brasil.
os temas da sua produção artística são influenciados pelo imaginário de Dom Quixote e até mesmo pelo cotidiano arquitetônico e social de Goiás, bem como pela história e imaginário do estado— Gabriel Elias Rodrigues de Souza
Jesus Barros Boquady faleceu em Brasília, no dia 8 de dezembro de 2002.

## Obra publicada
- 1959 - O cego, Bolsa de Publicações da Associação Brasileira de Escritores/seção de Goiás, Prêmio Leo Lynce [4]
- 1959 - Goiânia: sonho & argamassa (Editora Social Indústria e Comércio)[4] [9]
- 1961 - Gagárin e Shepard/combateremos o sol (s/ editora)[4]
- 1968 - Canções do adivinho (Instituto Goiano do Livro)[4]
- 1971 - Romanceiro Goiano (s/ editora)[1]
- 1990 - O Tribunal de Contas da União e a República[4]
- 2001 - Sangue nas asas da garça (Agência Goiana de Cultura Pedro Ludovico Teixeira, Instituto Goiano do Livro)[1][10]
- Introdução à ciência da cachaça (Ensaio)
- Vai e colhe uma estrela cadente (Romance)
- Nunca o homem sozinho
- Boi chapéu (Poemas)
- Dicionário de Sinônimos de Cachaça (ABC BSB)[4]